# Topònims d'Hortoneda
Llistat de topònims del territori del poble d'Hortoneda, de l'antic terme municipal d'Hortoneda de la Conca, actualment integrat en el de Conca de Dalt, del Pallars Jussà, presents a la Viquipèdia.

## Edificis

### Cabanes
| - Cabana del Bellera | - Cabanot de Fenoi | - Cabana del Toni |  |

### Castells
- Castell d'Hortoneda

### Esglésies
Romàniques:
- Santa Maria d'Hortoneda

### Masies
| - La Molina | - Casa Senllí |  |  |

## Geografia

### Arbres singulars
- Alzina de Cardet

### Boscos
| - El Rebollar |

### Camps de conreu
| - Boscarró - La Colladeta - La Colomina | - L'Escaleta - La Font de l'Abat - Tros de la Font | - Planell dels Moltons - La Plana | - Els Serrats - Planell de Soriguera |

### Cavitats
| - Espluga de Roca de Cavalls | - Esplugueta de Roca de Cavalls | - Espluga de la Pentinella |  |

### Cingleres
| - Roca de l'Abeller de Carrutxo - Roc des Cases | - Roques d'Eroles - Roc de la Pentinella | - Roca Roia - Roc Roi | - Feixanc de Tomàs |

### Collades
| - La Collada - La Colladeta - Coll de la Creu | - Pas de l'Escaleta - Coll d'Estessa | - Lo Grau - Coll de Neda | - Collada de Pueres - Pas de Recallers |

### Comes
| - Coma de l'Olla | - Coma dels Porcs |  |  |

### Corrents d'aigua
| - Llau de Cantellet - Llau dels Carants - Llau de Catxí - Llau de les Clots - Barranc de Coll d'Estessa - Barranc de la Coma de l'Olla - Llau de la Coma de l'Olla - Barranc dels Corrals | - Barranc de la Creu - Llau de la Culla de Xoca - Llau de la Font de Montsor - Llau de la Gargalla - Llau de la Gavarnera - Llau del Goteller - Barranc de Llabro | - Barranc de les Llaus - Llau dels Malalts - Barranc de la Masia - Barranc de la Molina - Llau del Pas del Pi - Llau dels Pastors - Llau del Racó de Catxí | - Llau del Racó del Pou - Barranc del Rebollar - Llau del Rebollar - Barranc de Santa - Llau de la Solana de la Coma de l'Olla - Llau dels Tolls - Llau dels Tolls de la Gavarnera |

### Costes
| - Costes de Cantellet | - Costa d'Escoll-de-veu | - Costes de la Font de l'Aumetlla | - Costes del Serrat de Fosols |

### Diversos
| - Les Barrancs - Los Canemassos - Los Carants | - Era de la Gavarnera - Eroles - Les Escomelles | - El Fener - Lo Pi Sec | - Racó del Pou - Revolt de la Llau de Segan |

### Entitats de població
| - Hortoneda | - Segalars |  |  |

### Feixancs
- Feixanc de Tomàs

### Muntanyes
| - Serrat de Fosols - Cap de Roc de Sant Martí | - Roc de Santa - Roc de Tomàs | - El Tossalet | - Lo Tossalet |

### Obagues
| - Obaga de la Canya - Obaga de la Cogulla - Obaga de la Coma de l'Olla | - Obaga de la Gavarnera - Obaga de la Mitgenca | - Obaga de Montgai - Obaga del Pas del Pi | - Obaga del Safrà - Obagues de Senllí |

### Partides rurals
| - L'Abeurada - Els Bancalons - Boïgues de Mitges - Canarill d'Hortoneda - La Collada - Les Colomines - Coma d'Orient | - La Cova - Enquinano - Trossos d'Escoll-de-veu - La Font de l'Era - La Font de l'Escolà - Horts de la Font del Cabrer - Trossos de la Font dels Malalts | - Solà d'Hortoneda - Horta d'Hortoneda - La Masia - Lo Montiell - Planell de Motes - Llau dels Pastors | - Tros Pla - Prat del Bedoll - Les Ribes - Els Ribots - Solà de Santa - Senllí |

### Roques
| - Roca de l'Abeller de Carrutxo - Roc des Cases - Els Colladons | - Roc de les Creus - Roques d'Eroles - Roc de la Pentinella | - Roc Roi - Roca Roia - Roca de Seguers | - Roc de Tomàs - Roc de Torrent Pregon |

### Serres
| - Serra del Banyader - Serra de Cantellet | - Serra de Coll de Neda - Roques d'Eroles | - Serrat de la Feixa - Serrat Gros | - Serrat de Ramanitxo - Serrat de Segalars |

### Solanes
| - Solana de la Coma de l'Olla - Solana de la Culla de Xoca - Solana d'Esgrasses | - Solana de la Gavarnera - Solà d'Hortoneda | - Solana del Pas del Pi - Solà de Santa | - Lo Solanell - Les Solanes |

### Vies de comunicació
| - Camí de les Bordes de Segan - Camí del Bosc de Llania - Camí de l'Era Vella - Camí de la Font del Cabrer | - Camí de l'Horta - Camí del Solà - Camí vell d'Hortoneda a l'Espluga de Cuberes | - Camí vell de Pessonada a Hortoneda - Carretera d'Hortoneda - Pista d'Hortoneda | - Pista dels Montiells - Pista del Petrol - Pista del Roc de Torrent Pregon |